# Departament de Caazapá
El departament de Caazapá és un dels 17 departaments del Paraguai. El seu nom ve de l'expressió guaraní "ka´a jehasapá", la qual significa "més enllà de la muntanya".

## Subdivisions
El departament està dividit en deu districtes:
1. Abaí
2. Buena Vista
3. Caazapá
4. Doctor Moisés S. Bertoni
5. Fulgencio Yegros
6. General Higinio Morínigo
7. Maciel
8. San Juan Nepomuceno
9. Tabaí
10. Yuty